# Paramyurium piliferum
Paramyurium piliferum là một loài Rêu trong họ Brachytheciaceae. Loài này được (Hedw.) Warnst. mô tả khoa học đầu tiên năm 1906.